# Municipio de Burtnieki
El municipio de Burtnieku (en Letón: Burtnieku novads) es uno de los ciento diez municipios de Letonia, se encuentra localizado en el suroeste de dicho país báltico. Fue creado durante el año 2006 después de una reorganización territorial. La capital es la villa de Matīši.

## Ciudades y zonas rurales
- Matīšu pagasts (zona rural)
- Vecates pagasts (zona rural)
- Burtnieku pagasts (zona rural)
- Rencēnu pagasts (zona rural)
- Valmieras pagasts (zona rural)
- Ēveles pagasts (zona rural)

## Población y territorio
Su población se encuentra compuesta por un total de 8.657 personas (2009). La superficie de este municipio abarca una extensión de territorio de unos 710,1 kilómetros cuadrados. La densidad poblacional es de 12,19 habitantes por cada kilómetro cuadrado.